# دوين دينيسون
دوين دينيسون (بالإنجليزية: Duane Denison)‏ هو عازف قيثارة وملحن أمريكي، ولد في 21 يناير 1959 في ميشيغان في الولايات المتحدة.

## وصلات خارجية
- دوين دينيسون على موقع ميوزك برينز (الإنجليزية)
- دوين دينيسون على موقع إن إن دي بي (الإنجليزية)
- دوين دينيسون على موقع ديسكوغز (الإنجليزية)
- دوين دينيسون على موقع ديسكوغز (الإنجليزية)